# من هنوز زنده‌ام (فیلم)
من هنوز زنده‌ام (انگلیسی: I'm Still Alive) یک فیلم به کارگردانی اروینگ ریس است که در سال ۱۹۴۰ منتشر شد.

## بازیگران
- کنت تیلور در نقش Steve Bennett
- Linda Hayes در نقش Laura Marley
- هوارد داسیلوا در نقش Red Garvey
- رالف مورگن در نقش Producer Walter Blake
- دان دیلاوی در نقش Tommy Briggs
- کلی کلمنت در نقش Roger
- فرد نیبلو در نقش Fred